# Горекацан
Горека́цан (рос. Горекацан) — село у складі Ульотівського району Забайкальського краю, Росія. Входить до складу Горекацанського сільського поселення.

## Населення
Населення — 412 осіб (2010; 464 у 2002).
Національний склад (станом на 2002 рік):
- росіяни — 97 %